# 孟瑞
孟瑞（1988年12月26日—），中國朝鮮族演員、歌手、主持人。畢業於北京电影学院表演系。多年來出演過多部電視劇及電影。2016年出演網絡劇《不可抗力》謝炎一角後，逐漸為人熟悉。

## 主要演藝經歷
- 从北京电影学院毕业后，孟瑞曾在贵州台的《美食娱乐面对面》当外景主持；之后又在另一档《怀旧剧场》主持电影节目 。
- 2007年，开始接拍第一部戏《马石山十勇士》，在剧中饰演一个反面角色日本警卫。
- 2011年11月23日，做客光线传媒综艺节目《生活魔法师》。
- 2012年6月，加盟神幻剧《追鱼传奇》的拍摄，在剧中饰演虾哥哥。
- 2013年4月，参演了由杜琪峰执导，孙红雷、古天乐等主演的警匪电影《毒战》，此次孟瑞挑战一个新角色缉毒警。
- 同年6月，受邀饰演古装偶像悲喜巨制《吉祥天宝》中天宝（金起范饰）的贴身管家小六子，兩人有大量对手戏。
- 2016年3月24日，孟瑞参演网络电影《不可抗力》，與王博文共同主演，饰演男主角谢炎;
- 同年6月28日，與王博文主演的網絡电影《不可抗力之男僕的秘密》正式上映;
- 同年8月23日，與王博文主演的电影《不可抗力爱上你》正式上映。
- 2016年12月28日,首本散文書籍《我只想一個人住在你心裡》出版。
- 2017年8月28日，首張個人專輯《问好那时的你》上線[1]。

## 影視作品

### 電影
| 年份 | 劇名                     | 角色         | 導演   | 合作演員                     | 備註   |
| 2007 | 《马石山十勇士》         | 日本警衛     | 張新武 | 孙岩、一真、赵丽颖           |        |
| 2012 | 《罗西与莫妮卡之骊靬情》 | 羅西         | 王金明 | 玛利亚、于东江               | 男主角 |
| 2013 | 《毒战》                 | 津海缉毒队员 | 杜琪峰 | 孙红雷、古天乐、黄奕、钟汉良 |        |
| 2015 | 《克隆女友》             | 李豪         | 刘俊峰 | 王若瑄、李桦、常海波         | 男主角 |

### 電視劇／網路劇
| 年份 | 劇名                 | 角色   | 導演         | 合作演員                         | 備註   |
| 2008 | 《男左女右梆梆梆》   | 王震霆 | 胡庶         |                                  |        |
| 2010 | 《这不是杜拉拉》     | 王伟   | 王大海       |                                  |        |
| 2012 | 《紅色戀人》         | 余梓成 | 馬寧         |                                  |        |
| 2012 | 《无悔英雄》         | 付剛   | 路平         |                                  |        |
| 2013 | 《追鱼传奇》         | 蝦哥哥 | 吳錦源       | 趙麗穎、關智斌                   |        |
| 2013 | 《情·戒》            | 李卫   |              | 钟予辰                           |        |
| 2014 | 《大波》             | 楚用   | 許瑞生       | 韩雯雯、郑凯                     |        |
| 2015 | 《加油吧实习生》     | 陈化   | 孫皓         | 趙麗穎、鄭愷、蔡文靜、鄭家彬     |        |
| 2016 | 《吉祥天宝》         | 小六子 | 元德         | 金起范、趙麗穎                   |        |
| 2016 | 《代嫁十年》         | 徐波   | 胡梦、孙承志 | 王晓晨、吴卓羲、江若琳、魏巍     |        |
| 2017 | 《南北兄弟》         | 譚北星 | 許燊         | 柴格、金俊秀、白希、顾峰、常丹丹 | 網絡劇 |
| 2017 | 《药仙》             | 林东笙 |              |                                  | 男主角 |
| 2018 | 《你和我的傾城時光》 | 陳錚   | 張峰、余中和 | 趙麗穎、金瀚、曹曦文、余灝明     | 主演   |

### 網路電影
| 年份 | 劇名                     | 角色 | 導演   | 合作演員                     | 備註   |
| 2016 | 《不可抗力》之男僕的秘密 | 謝炎 | 孫承志 | 王博文、何亞萌、周駿超、厲娜 | 男主角 |
| 2016 | 《不可抗力》愛上你       | 謝炎 | 孫承志 | 王博文、何亞萌、周駿超、厲娜 | 男主角 |

### 電影
| 年份 | 劇名                 | 角色 | 導演 | 合作演員 | 備註 |
| 2009 | 《和空姐同居的日子》 | 陸飛 |      | 徐千千   |      |

## 音乐作品

### EP
| 專輯 | 專輯資料                                                      | 曲目         |
| 1st  | 首張EP《問好那時的你》 - 發行日期：2017年8月16日 - 語言：國語 | 曲目 1. 月落 |

### 单曲
| 发行日期      | 歌曲名稱 | 备注                     |
| 2016年6月27日 | 不可抗力 | 網絡電影《不可抗力》插曲 |

## 文學作品

### 書籍
| 發行日期       | 書籍名稱               | 種類 | 出版社           |
| 2016年12月28日 | 我只想一個人住在你心里 | 散文 | 北京聯合出版公司 |
| 2019年         | 天气预报说明天有你     | 散文 | 百花洲文艺出版社 |